# Heodes suprabasielongata
Heodes suprabasielongata är en fjärilsart som beskrevs av Beuret 1954. Heodes suprabasielongata ingår i släktet Heodes och familjen juvelvingar. Inga underarter finns listade i Catalogue of Life.